# Papiliolebias
Papiliolebias is een geslacht van straalvinnige vissen uit de familie van de killivisjes (Rivulidae).

## Soorten
- Papiliolebias bitteri (Costa, 1989)
- Papiliolebias hatinne Azpelicueta, Butí & García, 2009